# Рудники Каала (SLN)
Рудники Каала (SLN) — гірничодобувні майданчики у Меланезії на острові Нова Каледонія (заморське володіння Франції), розробка яких здійснюється найвідомішою новокаледонською гірничою компанією Société le Nickel (SLN).
Розробка нікелевих покладів у районі Каала велась у значних обсягах вже на початку 1900-х років. Зокрема, відомо, що в 1904 копальні «d'Asie», «Etoile du Nord» та «Kaala 1» видали 22 тисячі тонн руди, а за період з 1904 по 1931 роки з ліцензійної ділянки «Kaala» отримали 88 тисяч тонн руди з середнім вмістом нікелю 6 %).
У 1955-му почались роботи на копальні «Boualoudjelima», а в 1959—1960 роках запустили копалюню «Turpin», що за цей період видала 62 тисячі тонн руди.
Ще однією характеристикою масштабів видобутку є те, що з «Etoile du Nord» в період з 1988 по 2004 роки отримали 2,5 млн тонн руди, «Kaala Reduite» з 1926 по 2002 роки видала 3,3 млн тонн руди, а «Kaala Extension Reduite» з 1989 по 2002 роки забезпечила вилучення 4,2 млн тонн руди.
Розробка ведеться традиційним для Нової Каледонії відкритим способом, при цьому копальні (гірничі центри) наразі згруповані у два блоки — північний («Etoile du Nord», «Turpin», «Kaala Reduite Bis») та південний («Boualoudjelima», «Boualoudjelima Extension», «d'Asie Reduite»), між яким розташовані розробки компанії Société des Mines de la Tontouta.
У 2021-му гірничі центри Etoile du Nord та Boualoudjelima видобули 907 тисяч тонн руди.
Також можливо відзначити, що з 1985-го SLN стала 100 % дочірньою компанією групи Eramet. У 1994-му 10 % участі отримала японська Nisshin Steel, а в 2000—2008 роках 34 % відійшли компанії Société Territoriale Calédonienne de Participation Industrielle (STCPI), що представляє три провінції Нової Каледонії.